# Phaethornis porcullae
Phaethornis porcullae, "porcullaeremit", är en fågel i familjen kolibrier. Den betraktas oftast som underart till gråstrupig eremit (Phaethornis griseogularis), men urskiljs sedan 2014 som egen art av Birdlife International, IUCN och Handbook of Birds of the World.
Fågeln förekommer i västra Anderna i sydvästra Ecuador (Loja) och nordvästra Peru (Tumbes, Piura och Lambayeque). Den kategoriseras av IUCN som livskraftig.